# Bradina aureolalis
Bradina aureolalis is een vlinder uit de familie van de grasmotten (Crambidae), uit de onderfamilie van de Spilomelinae. De wetenschappelijke naam van deze soort is voor het eerst voorgesteld door Joseph de Joannis in een publicatie uit 1899.

## Verspreiding
De soort komt voor op de Seychellen (Mahé, Praslin en Silhouette).

## Waardplanten
De rups leeft op Pisonia sechellarum (Nyctaginaceae).